# Wolfram Eicke
Wolfram Eicke (* 7. November 1955 in Lübeck; † 5. Juni 2019 in der Neustädter Bucht vor Haffkrug) war ein deutscher Schriftsteller und Liedermacher.

## Leben
Wolfram Eicke besuchte das Katharineum zu Lübeck. Nach dem Abitur machte er ab 1975 eine Journalistenausbildung beim Holsteinischen Courier in Neumünster. Er arbeitete drei Jahre für das deutschsprachige Programm der BBC in London. Als Redakteur und Moderator war er für Jugendsendungen des Sender Freies Berlin, RIAS, Südwestfunks, Radio Bremen und Norddeutschen Rundfunks tätig. 1982 veröffentlichte er sein erstes Buch mit Märchen, Zeichnungen und Gedichten Wenn das Chamäleon rot wird – wer glaubt ihm, daß es sich schämt? Seit 1984 lebte er als freier Schriftsteller und Liedermacher. Zusammen mit dem Pianisten Hans Niehaus bildete er das Kabarett-Duo „Die Lachenden Erben“.
Größeren Erfolg hatte er mit seinem 1985 erschienenen Märchen Der kleine Tag, das bis 1988 fünf Auflagen erlebte. 1999 wurde daraus ein Musical mit Musik von Wolfram Eicke, Hans Niehaus und Rolf Zuckowski. Das Stück wurde mehr als 500 Mal inszeniert, die CD verkaufte sich über 150.000 Mal und wurde 2012 mit einer Goldenen Schallplatte ausgezeichnet. Hörbuch und Musikalbum zu seinem historischen Abenteuerroman Das silberne Segel, der im Dreißigjährigen Krieg spielt, entstanden in Zusammenarbeit mit Uwe Ochsenknecht, Werner Becker, Annett Louisan, Achim Degen, Rolf Zuckowski, Stefan Gwildis, Michy Reincke, Tim Mälzer, Nina Hagen, Joachim Witt und Mellow Mark.
Eickes Musical-Hörspiel Die Himmelskinder-Weihnacht, zusammen mit Dieter Faber geschrieben, erschien im November 2013 im Verlag von Rolf Zuckowski. Die Uraufführung der Bühnenfassung fand am 14. Dezember 2013 mit der Musicalgruppe Junges Musical Braunschweig (JuMuBS) im Lessingtheater in Wolfenbüttel statt. Eicke wirkte selbst als Erzähler und Sterndeuter mit. Für das Planetarium Wolfsburg entwickelte er die Programme Das Wunder der Anziehungskraft, Sterne, Sonne und Kanonenkugel, Götter, Mythen und Legenden und Der kleine Prinz.
Eicke veröffentlichte mehr als 30 Bücher und CDs; er absolvierte über 3500 Auftritte in Schulen, Büchereien und Buchhandlungen, zum Teil in Zusammenarbeit mit dem Friedrich-Bödecker-Kreis, und trat für das Goethe-Institut in Schweden, Finnland und Südafrika auf. Zwei seiner Songs, Das Ei – Ein Ei-Movie sowie Die Schuldkröte wurden im August 2017 auf YouTube in einem YouTube-Poop-Video namens „Wolfram läuft Amok“ parodiert. Das Video erreichte mehr als 4,2 Millionen Aufrufe.
Mit seiner Frau, einer Musiklehrerin, hatte Eicke zwei Söhne. Er lebte mit seiner Familie in Haffkrug, wo er am 5. Juni 2019 im Alter von 63 Jahren beim Baden in der Ostsee ertrank.

## Auszeichnungen
- 1988: Friedrich-Hebbel-Preis
- 2001: Hörerpreis Poldi des WDR. Ausgezeichnet von der papageno-Kinderjury. Sonderpreis zum Medienpreis Leopold für das Musical Der kleine Tag[9]

## Werke (Auswahl)

### Romane und Bilderbücher
- Der kleine Tag. Ein Märchen. Partisch und Röhling, Bad Segeberg 1985, ISBN 3-925197-09-5. (DE: Gold)[10]
  - Mit Illustrationen von Ursula Kirchberg unter dem Titel: Der kleine Tag besucht die Erde, Ellermann, München 1988, ISBN 3-7707-6287-8.
- Koma Koma. Science-Fiction-Roman. Nautilus / Nemo Press, Hamburg 1987, ISBN 3-922513-35-2.
- Der Nikolausstiefel. Bilderbuch, illustriert von Ursula Kirchberg. Ellermann Verlag, München 1987, ISBN 3-7707-6278-9.
- Das Pauker-Buch: erkenne deinen Lehrer und du hilfst dir selbst! rororo Tomate, Reinbek 1990, ISBN 3-499-12159-X.
- Blitzlicht – als Kinderstar in der Werbung. Jugendroman. Rowohlt Taschenbuch Verlag, Reinbek 1993, ISBN 3-499-20649-8
- Kopfsprung durchs Fenster. Jugendroman. Rowohlt Taschenbuch Verlag, Reinbek 1995, ISBN 3-499-20765-6
- Das silberne Segel. Historischer Abenteuerroman. Rowohlt Taschenbuch Verlag, Reinbek 2005, ISBN 3-499-21319-2
- … wie eine Blume im Wind. Illustriert von Wolfgang Behrend. Partisch und Röhling, Bad Segeberg 1996, ISBN 3-925197-43-5.
- Bei uns im Affenstall. Erzählung. Rowohlt Rotfuchs, Reinbek 1999, ISBN 3-499-20956-X.
- Der Pflaumenmusfänger. Bilderbuch, Grafik und Illustration von Susanne Smajić. Thienemann Verlag, Stuttgart 2004, ISBN 3-522-43441-2.
- Mathe, Mädchen, Rockmusik. Ein didaktisches Lesebuch. Klett, Stuttgart 2004, ISBN 3-12-676342-1.
- Ein Lächeln am Himmel. Erzählung. Partisch und Röhling, Bad Segeberg 2005, ISBN 3-925197-57-5.
- Survival-Trip. Erzählung, gemeinsam mit seinem Sohn Philipp Eicke, Schroedel Verlag, Braunschweig 2009, ISBN 3-507-47193-0.
- Fussel im Glück. Bilderbuch, illustriert von Heribert Schulmeyer, Edelkids, Hamburg 2009, ISBN 978-3-89855-982-9.
- Die Himmelskinder-Weihnacht. Mit Dieter Faber, illustriert von Julia Ginsbach, Bilderbuch, Loewe Verlag, Loewe, Bindlach 2014, ISBN 978-3-7855-8126-1.
- Ich habe mir den Himmel eingeladen. Lyrik mit Bildern von Michael Weigel, Mussack, Niebüll 2015, ISBN 978-3-00-051059-5.

### Songs
- Das Ei – Ein Ei-Movie[11]
- Die Schuldkröte[12]
- Wildungen[13]

### Musicals
- Der Notenbaum. Musical von Inge und Wolfram Eicke und Dieter Faber, als CD und Klavieralbum, Bosworth Musikverlag, Berlin 2009.
- Der kleine Tag. Musical von Wolfram Eicke, Hans Niehaus und Rolf Zuckowski, als CD (Polydor/Universal 1998) und Klavieralbum, Orchesterpartitur, Band-Set, Playback-CD und Textbuch (Sikorski Musikverlag 1998).
- Traue deinen Augen nicht. Musical mit Hans Niehaus, ein Variété für Marionetten, 14 Jahre lang regelmäßig aufgeführt im Lübecker Marionettentheater (1988 bis 2003).
- Das silberne Segel. Musical (Eicke/Niehaus), CD 2006 bei Sony BMG, Klavieralbum im Bosworth Musikverlag, Berlin 2007.

### Sachbücher
- Medienkinder – über den Umgang mit der Vielfalt. Knesebeck-Verlag, München 1994, ISBN 3-926901-67-5. (mit Ulrich Eicke)